# Hydata translucidaria
Hydata translucidaria är en fjärilsart som beskrevs av Herrich-Schäffer 1855. Hydata translucidaria ingår i släktet Hydata och familjen mätare. Inga underarter finns listade i Catalogue of Life.